# شهرستان شینهه (هبئی)
شهرستان شینهه (به انگلیسی: Xinhe County) یک شهرستان در چین است که در شینگتای واقع شده‌است. شهرستان شینهه ۳۶۶ کیلومتر مربع مساحت و ۱۷۰٬۰۰۰ نفر جمعیت دارد و ۲۹ متر بالاتر از سطح دریا واقع شده‌است.